# St. Hubertus (Wolsfeld)

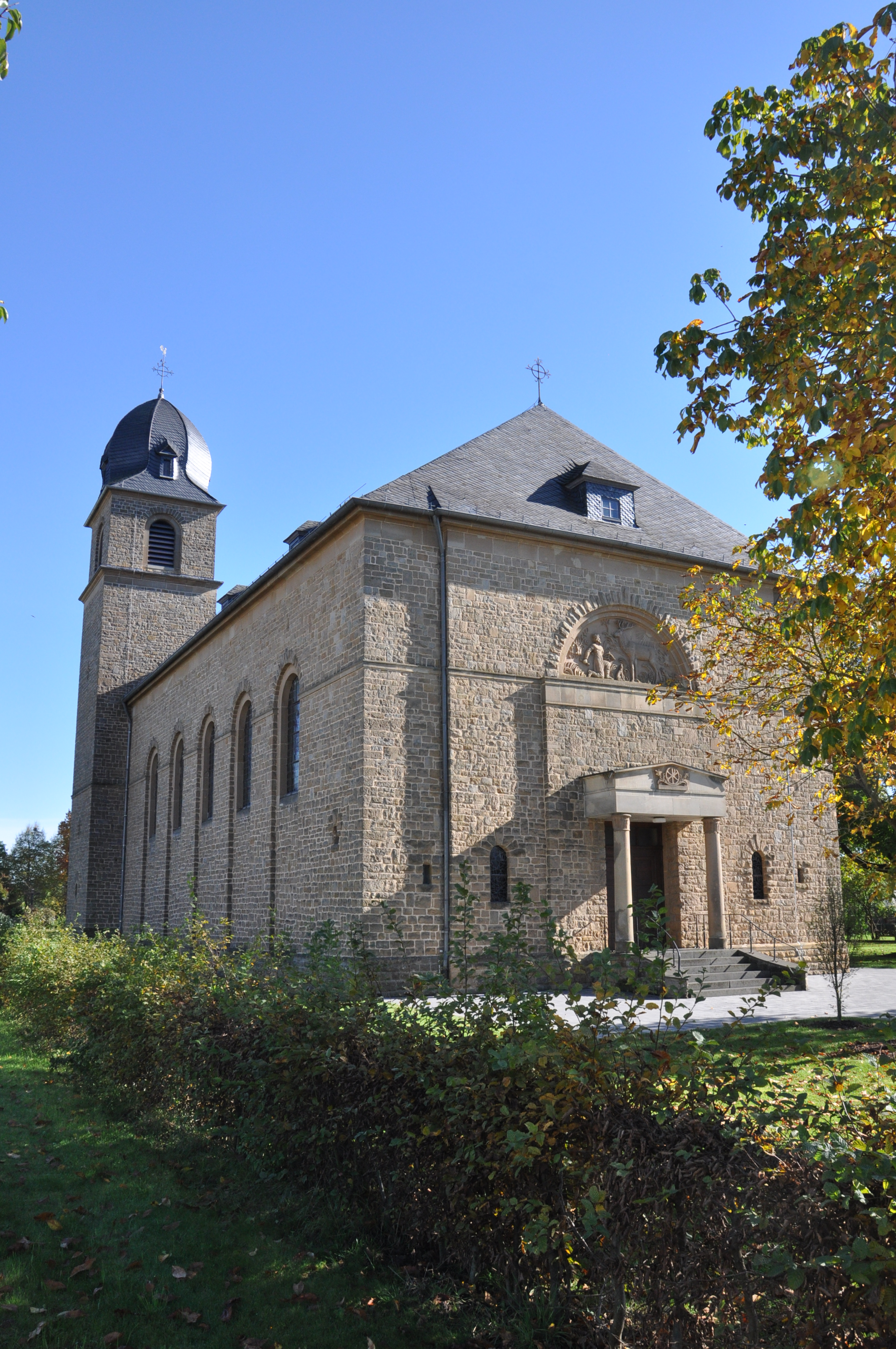
St. Hubertus in Wolsfeld

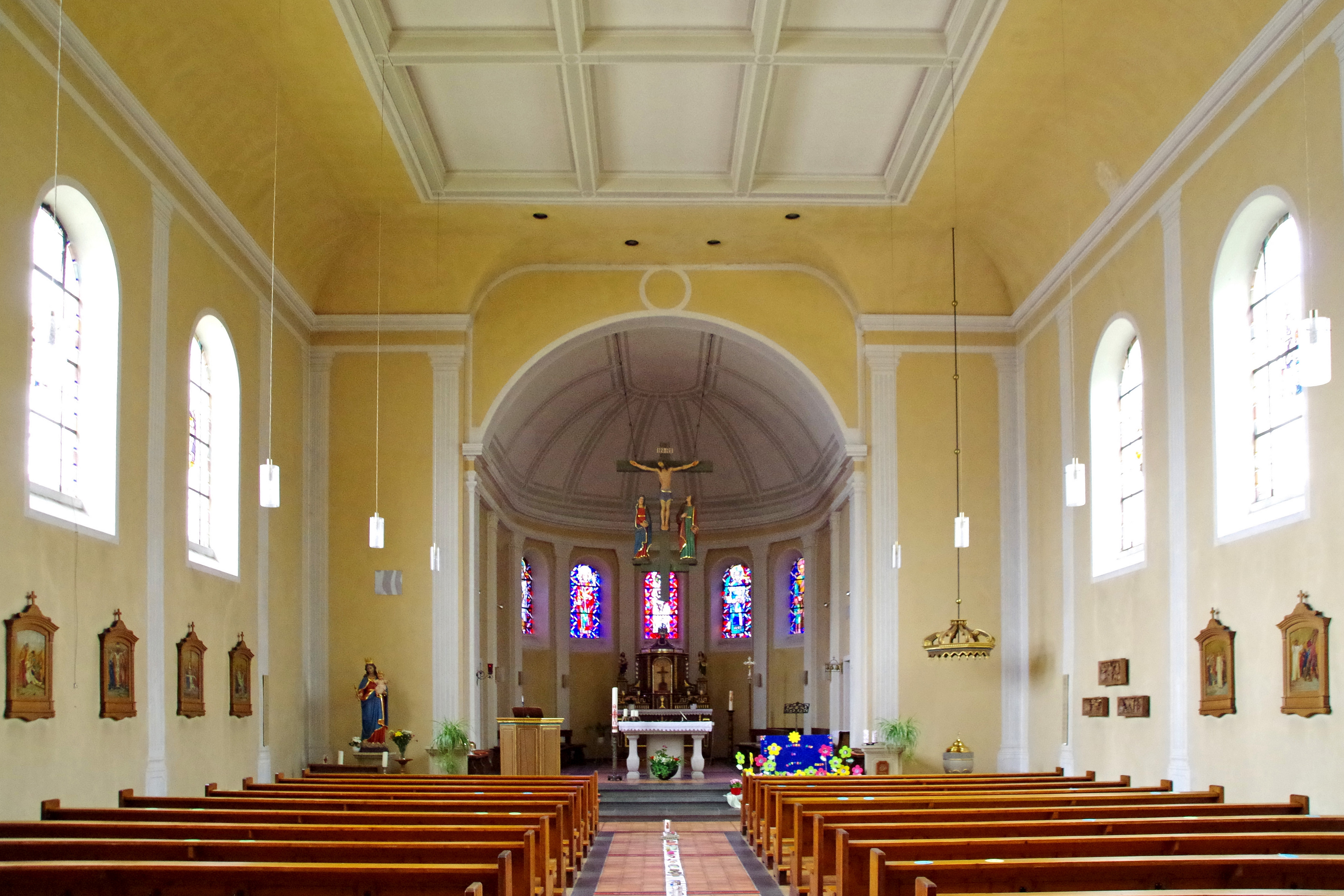
St. Hubertus, Innenraum

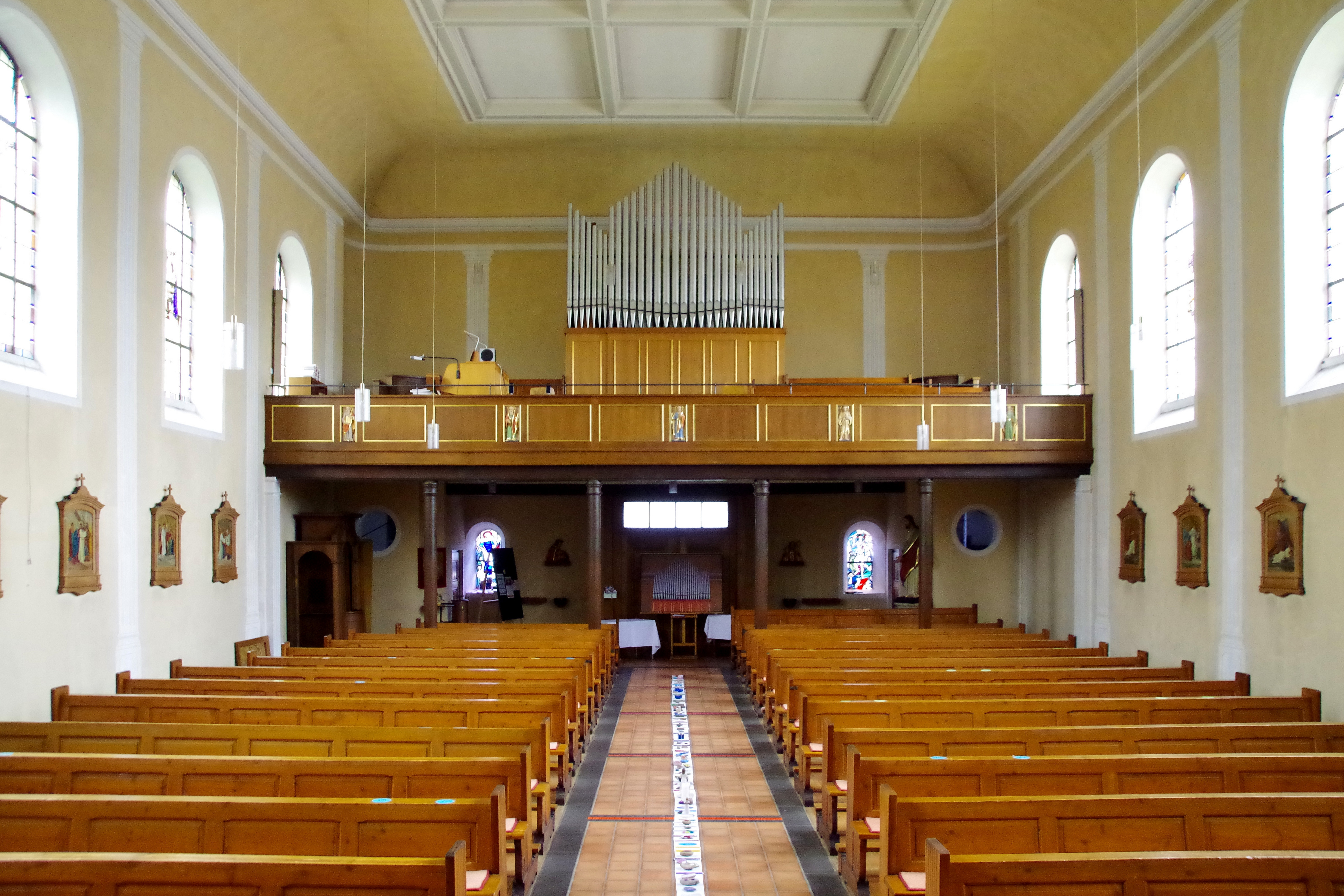
Innenraum mit Blick zur Orgelempore

St. Hubertus ist die römisch-katholische Pfarrkirche von Wolsfeld im Eifelkreis Bitburg-Prüm in Rheinland-Pfalz. Die Kirche ist dem hl. Hubertus von Lüttich geweiht.

## Geschichte
Bereits im 12. Jahrhundert gab es in Wolfsfeld eine Kapelle. Aus dieser Kapelle ging die heutige alte Pfarrkirche Alt St. Hubertus hervor. Bis 1803 war Wolsfeld eine Filiale der Pfarre Alsdorf und wurde in diesem Jahr eigenständige Pfarrei.
In der ersten Hälfte des 20. Jahrhunderts wurde die alte Pfarrkirche durch die gestiegene Bevölkerungszahl zu klein und man beschloss den Bau der heutigen Pfarrkirche an der Europastraße. Mit den Planungen zum Neubau wurde der Trierer Architekt Peter Marx beauftragt. 1923 konnte schließlich mit dem Bau begonnen werden und im Jahr 1926 war die Kirche fertiggestellt.

## Architektur
St. Hubertus ist ein einschiffiger Bruchsteinbau im Baustil des Neoklassizismus mit einem halbrund geschlossenen Chor. Der Innenraum wird von einer Kassettendecke überspannt. Der Glockenturm besitzt eine geschweifte Haube und ist an der Nordwand des Chores angebaut.

## Ausstattung
Im Innenraum befinden sich ein Tabernakelaltar von 1812 im Stil Louis-seize und ein Taufstein von 1807, welche beide aus der alten Kirche übernommen wurden. Die 14 Kreuzwegstationen, der Beichtstuhl und die Heiligenreliefs an der Orgelempore stammen aus den 1920/30er Jahren.

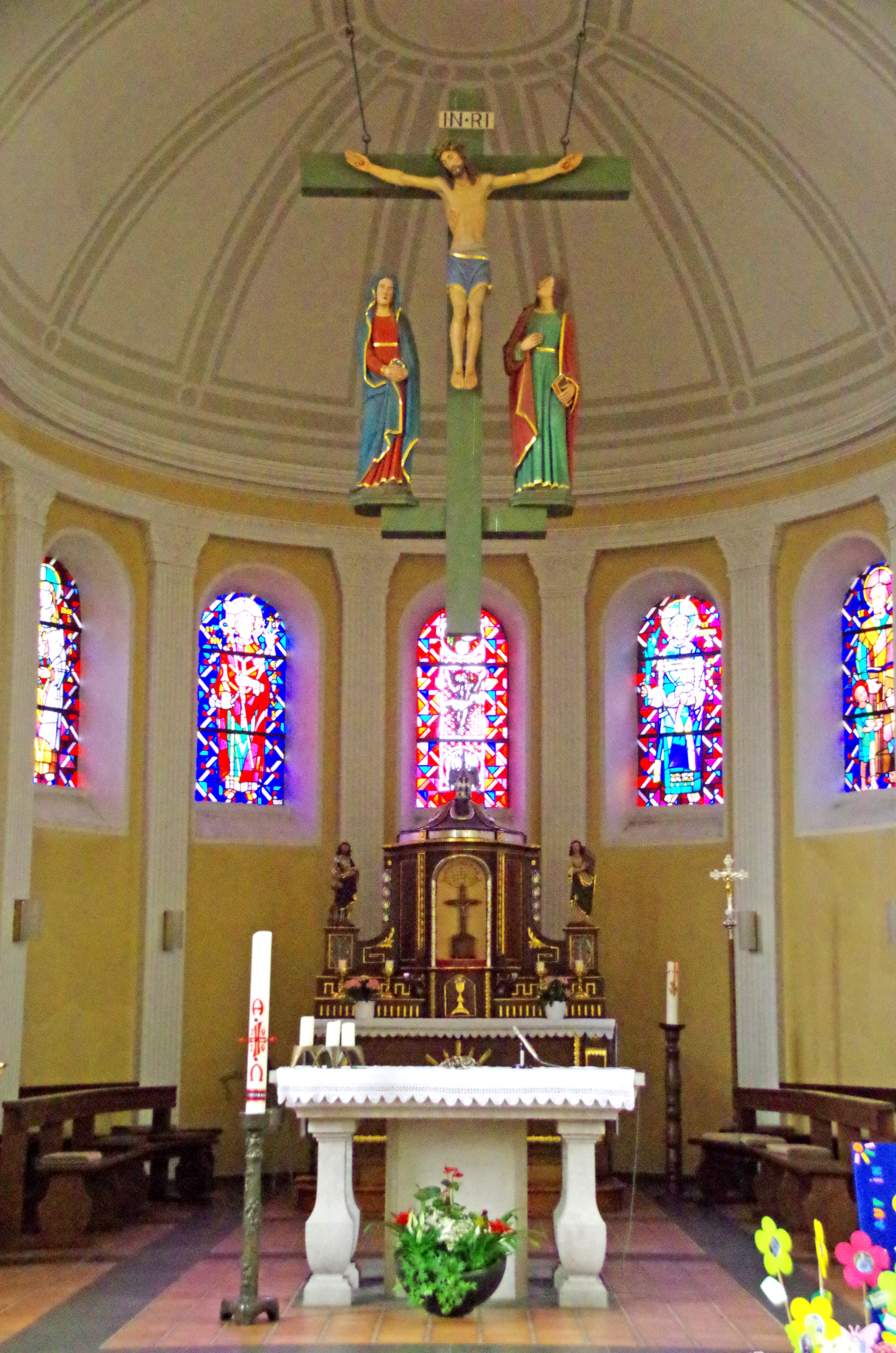
Altarraum
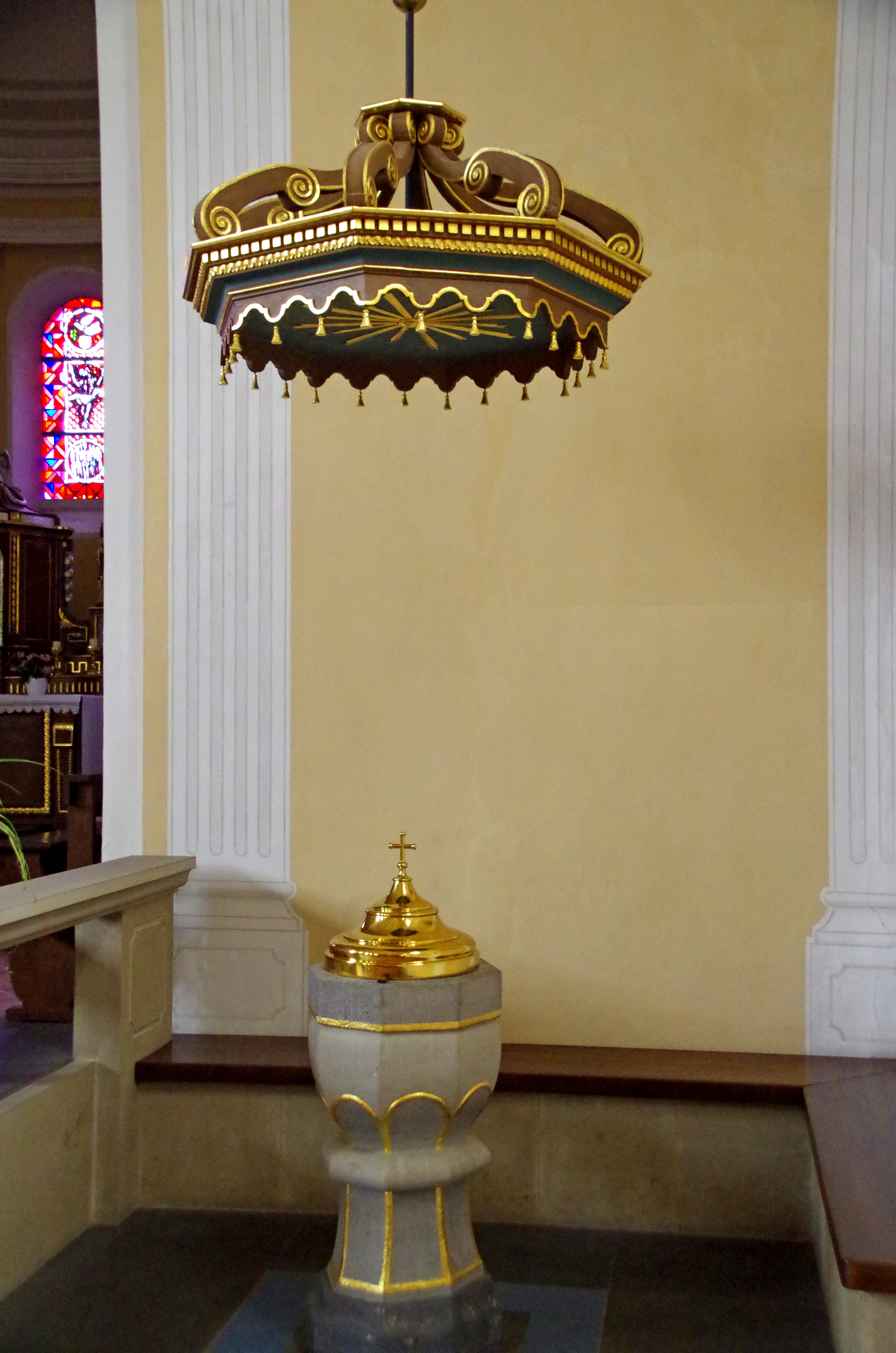
Taufstein (1807)
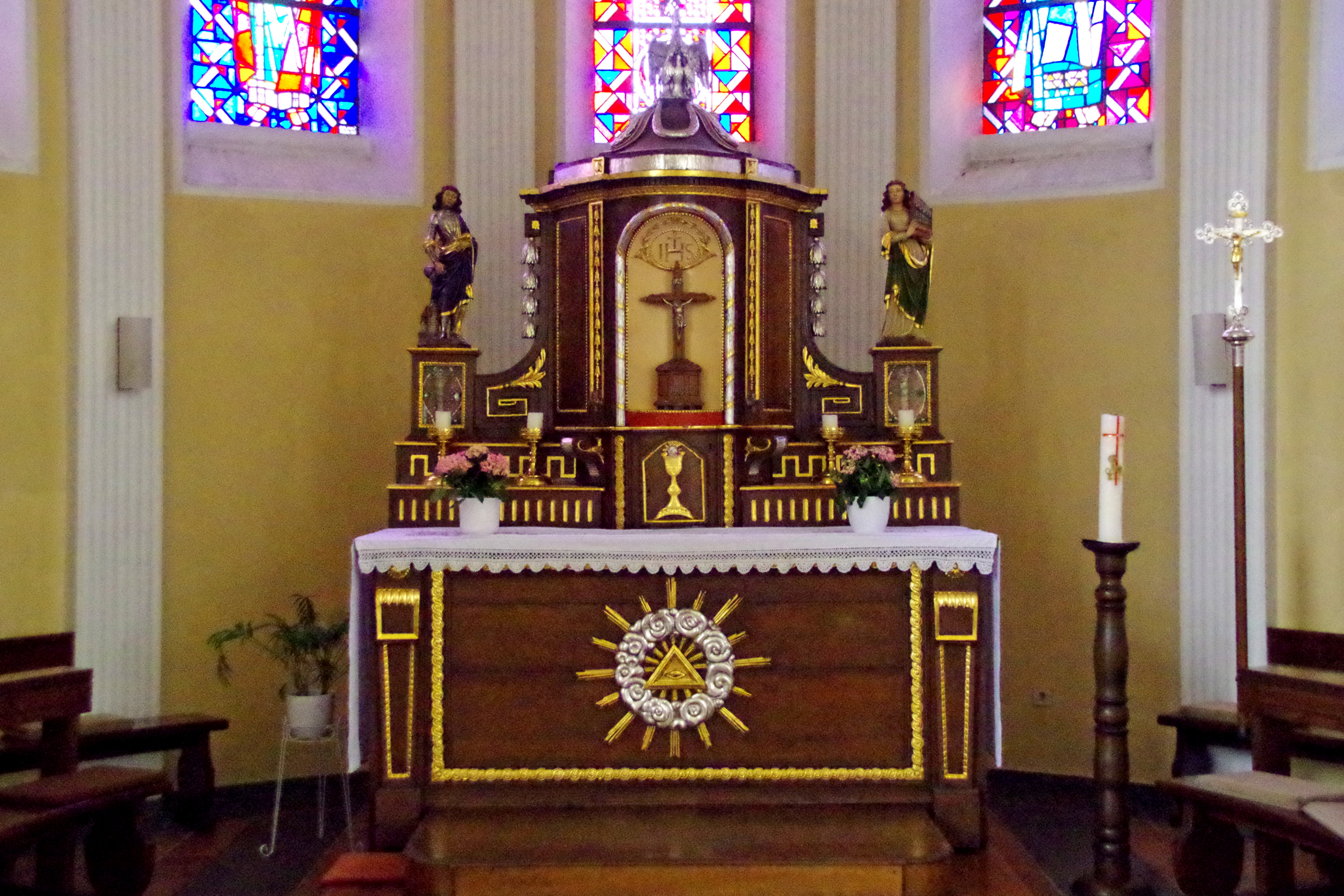
Tabernakelaltar (1812)